# Gaston Grandclément
Pour les articles homonymes, voir Grandclément.
Gaston Raoul Marie Grandclément (Brest, 8 octobre 1866 - Paris, 3 novembre 1942), est un officier de marine français. 

## Biographie
Il est le fils de Louis Stephen Grandclément (1837-1910), saint-cyrien, chef de bataillon d'infanterie de marine, officier de la Légion d'honneur, et Marie La Prairie (elle-même fille et sœur d'officiers), et le frère d'André Granclément (1864-1949), saint-cyrien, intendant général de 1ère classe, grand officier de la Légion d'honneur. 
Gaston Grandclément entre à l'École navale en octobre 1883 et en sort aspirant de 1ère classe en octobre 1886. Il fait sa première campagne sur le Primauguet en Extrême-Orient et prend part aux opérations du Tonkin (1886-1888). 
Enseigne de vaisseau (octobre 1888), il sert en Méditerranée sur le cuirassé Hoche (1890) puis passe sur l'aviso Albatros à la station du Congo en 1891 et se fait remarquer lors du naufrage du navire. 
Officier de tir sur l'aviso Scorff à la division du Pacifique (1893), il est promu lieutenant de vaisseau en février 1895 et embarque sur le croiseur Davout en escadre de Méditerranée. 
Élève de l’École des torpilles à Toulon sur l' Algésiras (1896), il est breveté torpilleur et commande en 1897 le torpilleur no 74 à Rochefort ainsi que les torpilleurs numérotés en essais. 
Nommé officier torpilleur sur le croiseur Pascal à la division d'Extrême-Orient, il prend part en 1899 aux événements de Kouang-Tchéou-Wan (golfe du Tonkin) puis à la campagne des Boxers (1900-1901). Il est élève de l’École supérieure de marine en 1902 dont il est breveté et commande le contre-torpilleur Carabine à Rochefort (avril 1903) dont il supervise l'armement et les essais. 
Aide de camp de l'amiral Touchard sur le Suffren (1906), il se distingue par son courage et son dévouement lors de l'explosion du cuirassé Iéna à Toulon (12 mars 1907) et est alors inscrit d'office au tableau d'avancement. 
Second de l'aviso-torpilleur Couleuvrine dans l'Atlantique (1908), capitaine de frégate (janvier 1909), il est nommé chef d'état-major de l'amiral Auvert sur la Marseillaise à la 2e division de l'escadre du Nord. Chef de la 2e section de l'état-major à Rochefort (1911), il commande en 1912 le croiseur Cosmao à la division navale du Maroc. 
Au début de la Première Guerre mondiale, il est muté au régiment de canonniers marins sur le front terrestre et sert au camp retranché de Paris avant de passer au groupe des batteries de la défense de Verdun où il est cité à l'ordre de l'armée (janvier 1915). 
Promu capitaine de vaisseau en avril 1915, il se fait brillamment remarqué au début de la bataille de Verdun et est blessé le 29 février 1916, ce qui lui apporte une nouvelle citation. 
Envoyé au commandement du croiseur cuirassé Edgar-Quinet en armée navale de Méditerranée (1916), il commande en 1918 la marine à Dunkerque et est un des éléments majeurs des derniers combats en zone Nord. En décembre 1918, il est attaché au président de la République Raymond Poincaré. 
Promu contre-amiral en juin 1919, sous-chef d'état-major général (août), il devient chef de cabinet du ministre en 1920 puis commande en mai 1921 la division navale de Syrie. En août 1923, il est nommé préfet maritime de l'arrondissement algéro-tunisien puis commande la marine en Algérie (septembre 1924) et devient vice-amiral et préfet maritime de Bizerte en mai 1925. Il prend sa retraite en octobre 1928. 
Il est le père d'André Grandclément.

## Récompenses et distinctions
- Chevalier (17 juillet 1900), Officier (10 janvier 1913), Commandeur (30 mars 1916), Grand Officier (1er septembre 1920) puis Grand Croix de la Légion d'Honneur (14 janvier 1928, les insignes lui étant remis le 25 mars 1928 à Bizerte par Louis Franchet d'Espèrey, maréchal de France).